# Sarlande
Sarlande (okzitanisch: Sarlanda) ist eine französische Gemeinde mit 423 Einwohnern (Stand: 1. Januar 2022) im Département Dordogne in der Region Nouvelle-Aquitaine. Die Gemeinde gehört zum Arrondissement Nontron und zum Kanton Isle-Loue-Auvézère. Zuständiger Gemeindeverband ist die Communauté de communes Isle-Loue-Auvézère en Périgord. Die Einwohner werden Sarlandais bzw. Sarlandaises genannt.

## Geographie

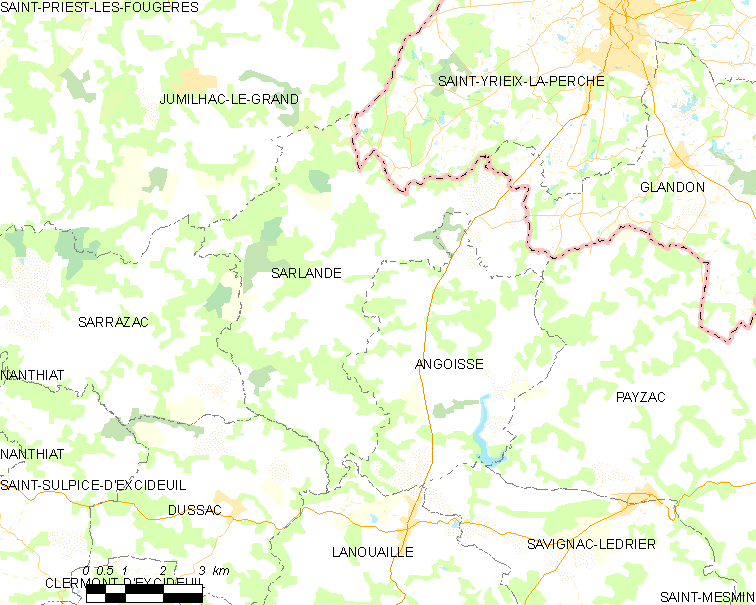
Lagekarte von Sarlande

Sarlande liegt etwa 52 Kilometer nordöstlich von Périgueux und ist Grenzgemeinde zum Département Haute-Vienne. Zur nächstgelegenen Kleinstadt Saint-Yrieix-la-Perche im Nordosten (Haute-Vienne) sind es 10 Kilometer, nach Thiviers im Westen 16 Kilometer.
Umgeben wird Sarlande von folgenden Nachbargemeinden:
| Jumilhac-le-Grand | Saint-Yrieix-la-Perche (Haute-Vienne)       | Glandon (Haute-Vienne), Payzac |
| Sarrazac          | Kompassrose, die auf Nachbargemeinden zeigt | Angoisse                       |
| Dussac            | Lanouaille                                  |                                |

Die Gemeinde besteht neben dem Ortskern aus folgenden Geländepunkten, Weilern, Gehöften und Mühlen:
Beausoleil, Belles(s)ise, Bernier, Bois du Boucheron, Bormazet, Boucheron, Boutillou(x), Clos la Fosse, Fautardie, Forêt de Belles(s)ise, Forêt de Beausoleil, Gaulier (Le Gaulhier), La Bathonie, La Besse, La Bonnefoussie, La Civadeau, La Cour, La Couture, La Favardie, La Fayette, La Forge de Beausoleil, La Géraudie, La Haute Cour, La Maison Brûlée, La Meyne, La Navarrie, La Norlie, La Perpie, La Sigaudie, La Sigaudie Haute, Lac de Mériol, Lande de Buisson, Landes de Lafayette, Landes de Pillemy, Lapeyrière, Laporte, Laubicherie, Le Mas, Le Moulin de Pinaud, Le Moulin du Pont, Le Petit Lenti (Petit Lenty), Le Pont de Lenty, Le Queyroi, Lendrevie (Landrevie), Lenti (Lenty), Lentigot (Lintigot), Les Boiges, Les Brousses, Les Cartes, Les Étanchoux, Les Garénaux, Les Quatre Routes, Les Vergnes, Liabaquet, Mas Coutant, Mas de Champ, Mas de Chapy, Mas de Roulet, Mas Moreau (Masmoraud), Masadreix, Mériol, Moulin de Laporte, Moulin de Rouchut, Moulin du Large, Pillemie, Puy Bartalard, Puy de Bru, Puy Mavard, Sarlandelle, Touvents, Vaux und Villeras.
Der topographisch niedrigste Punkt der Gemeinde Sarlande liegt auf 233 Meter im äußersten Süden am Zusammenfluss der Loue mit dem Mulet. Der höchste Punkt nimmt 388 Meter ein und befindet sich an der Gemeindegrenze zu Saint-Yrieix-la-Perche im äußersten Norden bei Villeras. Die absolute Höhendifferenz beträgt 155 Meter, die durchschnittliche Meerhöhe 311 Meter. Das Rathaus kommt auf 330 Meter zu liegen.
Die relativ große Gemeinde besitzt eine Gesamtfläche von 34,74 Quadratkilometer.

### Verkehrsanbindung
Hauptverkehrsader in der Gemeinde Sarlande ist die D 704, die von Limoges kommend nur den Nordostfortsatz der Gemeinde durchquert, jedoch den Ortskern nicht berührt. Diesen erreicht die aus Sarrazac im Westen herüberführende D 81 E2 sowie die D 78 E1 aus Jumilhac-le-Grand im Nordosten. Aus Saint-Yrieix-la-Perche im Nordosten kommt die C 5.

### Bodenbedeckung

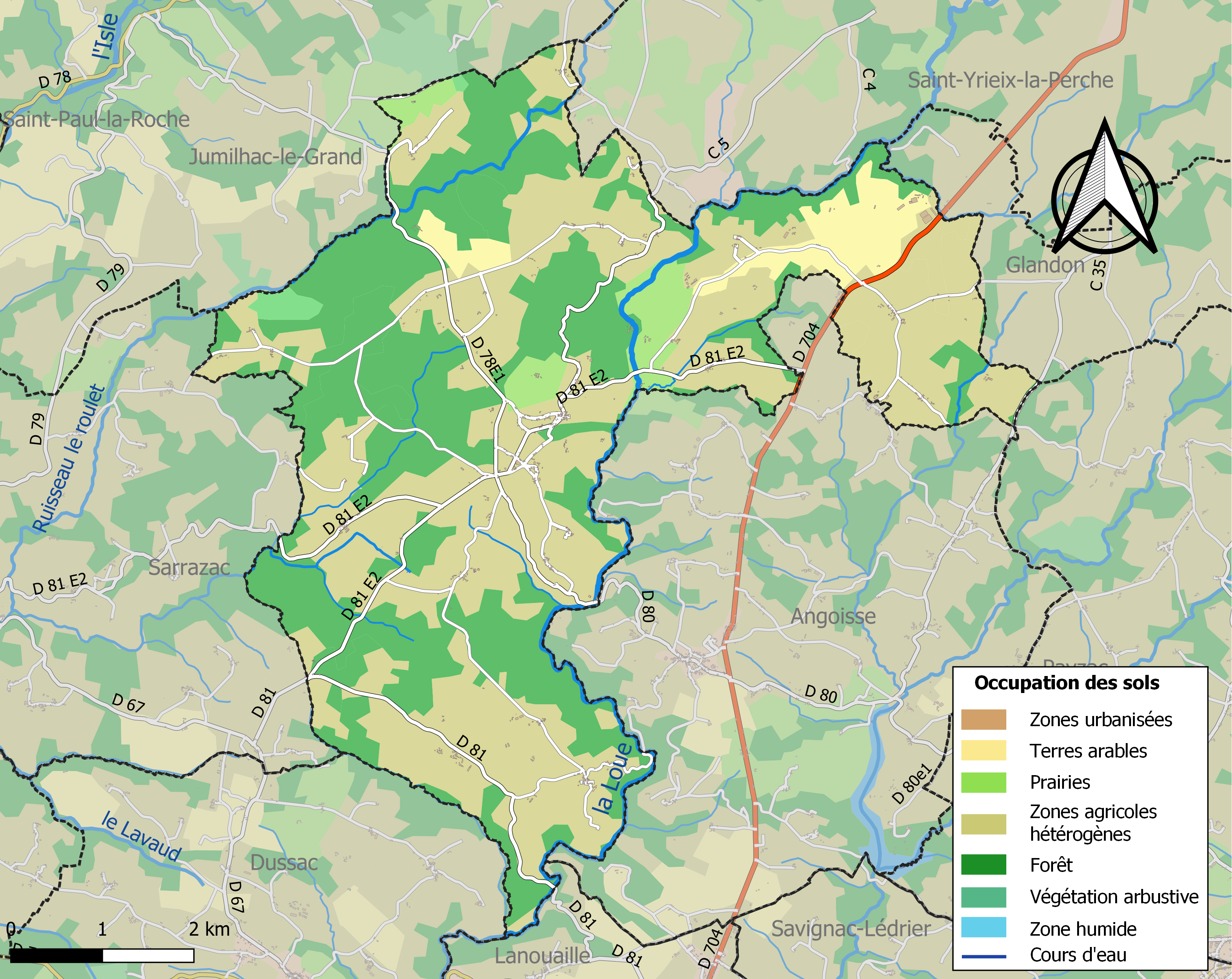
Bodenbedeckung in Sarlande

Die Bodenbedeckung der Gemeinde Sarlande schlüsselt sich im Jahr 2018 gemäß der europäischen Datenbank CORINE Land Cover (CLC) wie folgt auf:
- heterogene landwirtschaftliche Nutzung – 51,6 %
- Wälder – 39,7 %
- Wiesen – 3,6 %
- Kulturland – 2,6 %
- Ackerland – 1,9 %
- Buschwerk – 0,6 %.

Die landwirtschaftliche Nutzung steht eindeutig im Vordergrund. Der Anteil der landwirtschaftlichen Nutzflächen ist von 62,6 % im Jahr 1990 auf 59,7 % im Jahr 2018 gesunken.

## Klima
Das Klima in Sarlande ist gemäßigt; Regen fällt übers Jahr verteilt. Die Gemeinde besitzt ein abgeschwächtes ozeanisches Klima  mit gemäßigtem Sommer (Cfb nach Köppen und Geiger), das sich durch folgende Parameter auszeichnet:
| Klimaparameter im Zeitraum 1971–2000 |
| --- |
| - Jahresmittel: 11,6 °C - Anzahl der Tage unter −5 °C: 3,9 - Anzahl der Tage oberhalb 30 °C: 5,5 - Maximum im Tages-Temperaturunterschied: 15,2 °C - Jahresniederschlag: 1022 mm - Niederschlagstage im Januar: 13,5 - Niederschlagstage im Juli: 7,8 |

Durch den Klimawandel zeichnen sich Erhöhungen im Jahresmittel ab, die sich bereits auch bemerkbar machen. So ist beispielsweise an der 45 Kilometer entfernten Wetterstation in Limoges-Bellegarde das langjährige Jahresmittel von 11,2 °C für 1971–2000 über 11,4 °C für 1981–2010 auf 11,8 °C für 1991–2020 angestiegen – ein Zuwachs um 0,6 °C innerhalb von 20 Jahren.

## Hydrographie

Hydrographische Karte der Gemeinde Sarlande

Hauptfluter in der Gemeinde Sarlande ist die in Südrichtung abfließende Loue. Die 50,87 Kilometer lange Loue entspringt in der Gemeinde Saint-Yrieix-la-Perche und endet als linker Nebenfluss im Isle bei Coulaures. Sie traversiert die Gemeinde auf 15 Kilometer im Nordosten und Osten. Hierbei bildet sie auf 12,5 Kilometer abschnittsweise die Gemeindegrenze zu Saint-Yrieix-la-Perche im Nordosten, sowie zu Angoisse und Lanouaille im Osten.
Die Loue besitzt im Gemeindegebiet zwei rechte unnd zwei linke Nebenflüsse. Ein linker Nebenfluss ist die Labance, deren Verlauf im Nordosten auf knapp 2 Kilometer die Gemeindegrenze zu Glandon markiert. Ein rechter Nebenfluss ist der Mulet, der auf seiner gesamten Länge von nahezu 4 Kilometer als Gemeindegrenze zu Dussac fungiert.
Ein weiterer Flusslauf innerhalb der Gemeinde ist der Laveau (oder Lavaud, auch Roulet genannt), der eine Gesamtlänge von 11,71 Kilometer besitzt und in der Gemeinde Jumilhac-le-Grand entsteht. Er endet als rechter Seitenarm des Boucherons 1,2 Kilometer südöstlich von Sarrazac. In der Gemeinde Sarlande durchzieht er den Nordwesten und nimmt 5,5 Kilometer an Flussstrecke ein, wobei er auf etwa 2,7 Kilometer die Gemeindegrenzen zu Saint-Yrieix-la-Perche (nur kurz) und zu Jumilhac-le-Grand festlegt.
Der Boucheron ist ein rechter Nebenarm des Lavauds und hat seine Quelle im Osten der Gemeinde Sarlande, etwa 3 Kilometer südsüdwestlich des Ortskerns. Er durchfließt auf 2,5 Kilometer den Westen der Gemeinde, davon 0,5 Kilometer als Grenzfluss zu Sarrazac.
Die Loue und ihre Nebenflüsse gehören zum Flusssystem Isle-Dronne.
Das Entwässerungsnetz in der Gemeinde Sarlande bisitzt eine Gesamtlänge von 51 Kilometer.

## Geologie

Geologische Karte von Sarlande

Die Gemeinde Sarlande liegt vollständig auf dem metamorphen Grundgebirge des nordwestlichen Massif Central. Die Gesteine des Anstehenden gehören überwiegend zur Unteren und Oberen Gneisdecke. Im Süden erscheint gerade noch die Thiviers-Payzac-Einheit.

### Untere Gneisdecke
Die Untere Gneisdecke steht im nördlichen Drittel an und bildet hier die tektonisch tieferliegende Einheit. Sie besteht aus zentral gelegenen plagioklashaltigen Paragneisen (ζ1-2), die im Norden und Süden von Leptyniten (λb3-4) begleitet werden. Die Paragneise werden zur Synform von Jumilhac-le-Grand gerechnet, die Leptynite im Norden gehören zum Bogen von Saint-Yrieix und die im Süden bereits zum Bogen von Sarlande.

### Obere Gneisdecke
Die Obere Gneisdecke nimmt die südlichen zwei Drittel des Gemeindegebietes ein. Sie liegt oberhalb der Unteren Gneisdecke und ist auf diese aufgeschoben. Im Wesentlichen wird sie aus Paragneisen (ζ1-2) aufgebaut, die als kleinere Einschlüsse Eklogite (δψ) und die aus ihnen hervorgegangenen Amphibolite enthalten. Eingeschuppt finden sich vor allem Epidot-führende Amphibolitzüge (δ11ep), die alle Nordost streichen. 
Anmerkung: Die Untere wurde von der Oberen Gneisdecke erst nach Erstellen der geologischen Blätter voneinander getrennt. Hauptgrund war die Schwierigkeit, die Paragneise aufgrund ihrer lithologischen Ähnlichkeit voneinander zu trennen. Auf der geologischen Karte erscheinen die Paragneise der Unteren Gneisdecke in hellgrün, die der Oberen in rosa.

### Thiviers-Payzac-Einheit
Die Thiviers-Payzac-Einheit im äußersten Süden wird vom Payzac-Quarzit (tfρ3Χ) vertreten.

### Lockersedimente
Kolluvium fluviatilen Ursprungs, das möglicherweise ins Pliozän zurückgeht (Formation Fs), bedeckt in drei größeren Körpern sowohl die Untere wie auch die Obere Gneisdecke. Die Schotter bestehen aus bis zu 30 cm großen Quarzgeröllen, eingebettet in einer Sandmatrix. In den Talungen der Loue, des Boucherons und des Laveaus hat sich holozänes Alluvium angesammelt (Formation K oder Fy3-z).

## Naturrisiken

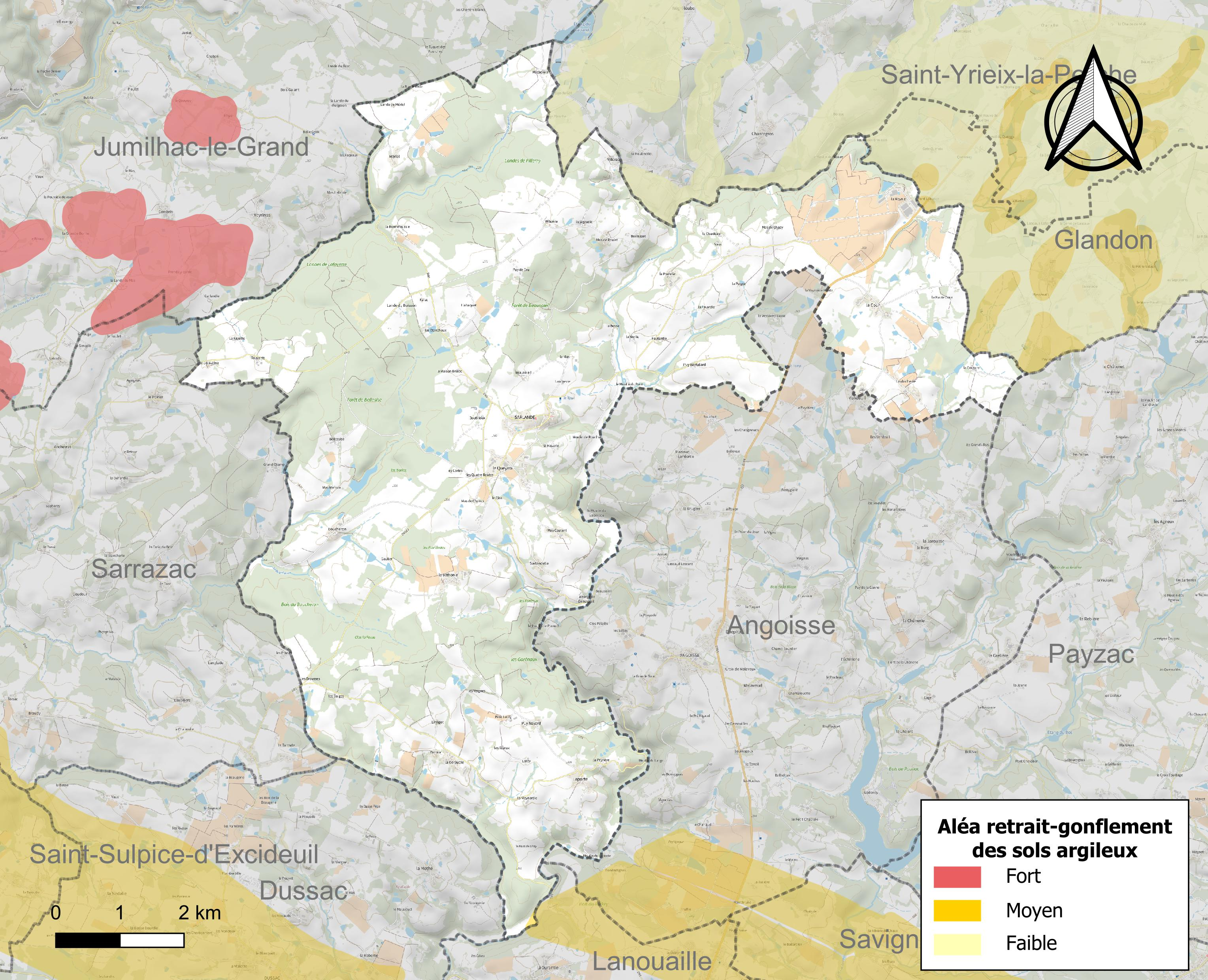
Risikokarte des Quellungs/Schrumpfungsverhältnisses von Tonmineralen in Böden für Sarlande

Naturrisiken manifestieren sich in der Gemeinde Sarlande als
- Überschwemmungen und den mit ihnen assoziierten Schlammströmen und Hangrutschungen in den Talungen der Loue und ihrer Nebenflüsse
- Dürren
- Stürme
- Bodensetzungen
- Radonemanationen.

In den Jahren 1982, 1993 und 1999 kam es aufgrund erhöhter Niederschläge zu größeren Bodenbewegungen und Rutschungen – insbesondere 1999 war schwer von Hangrutschungen betroffen.
Ein herausragendes Wintersturmereignis war das Sturmtief Martin im Dezember 1999, das enorme Schäden an den Wäldern und auch an der Infrastruktur hinterließ. Die Zerstörungen in den Wäldern sind selbst im Jahr 2022 noch zu erkennen.
Wie die Risikokarte zeigt, ist Sarlande von der Gefahr durch Bodensetzungen nur marginal betroffen – von mittlerer Intensität im Bereich der Thiviers-Payzac-Einheit im äußersten Süden.
Die Erdbebengefahr ist als relativ niedrig einzustufen, am Westrand des Massif Central sind recht seltene Beben der Stärke 3 auf der Richterskala bekannt.
Eine Radongefahr (Zone 3 mit signifikativem Radonpotential) besteht im Inneren von Gebäuden und geschlossenen Räumen.

## Geschichte
Ältestes Bauwerk in der Gemeinde Sarlande ist die romanische Ortskirche Saint-Léger aus dem 12. Jahrhundert. In einer von Hadrian IV. im Jahr 1158 herausgegebenen päpstlichen Bulle wird die mittlerweile verschwundene Abtei Saint-Jean-de-la-Fayette erwähnt.

## Bevölkerungsentwicklung
| Jahr | Einwohner |  |
| 1962 | 811       |  |
| 1968 | 697       |  |
| 1975 | 621       |  |
| 1982 | 524       |  |
| 1990 | 468       |  |
| 1999 | 420       |  |
| 2006 | 420       |  |
| 2011 | 417       |  |
| 2016 | 426       |  |
| 2019 | 435       |  |
| 2020 | 431       |  |

Quelle: INSEE
Die Bevölkerungszahlen von Sarlande waren von 1962 bis 2011 rückläufig, haben sich aber seitdem etwas erholt.
Im Jahr 2020 betrug die sehr geringe Bevölkerungsdichte 12,4 Einwohner pro Quadratkilometer.

## Verwaltung
Bürgermeister von Sarlande ist seit März 2008 der zur Divers gauche gehörende Landwirt Alain Meyzie. Er wurde im Mai 2020 wiedergewählt.

## Präsidentschaftswahlen 2022
| Kandidaten                       | Kandidaten            | Parteien                      | Parteien            | 1. Wahlgang | 1. Wahlgang | 2. Wahlgang | 2. Wahlgang |
| Kandidaten                       | Kandidaten            | Parteien                      | Parteien            | Stimmen     | %           | Stimmen     | %           |
| -------------------------------- | --------------------- | ----------------------------- | ------------------- | ----------- | ----------- | ----------- | ----------- |
|                                  | Marine Le Pen         | Front national                | FN                  | 71          | 26,59 %     | 125         | 58,41 %     |
|                                  | Emmanuel Macron       | En marche !                   | EM                  | 31          | 11,61 %     | 89          | 41,59 %     |
|                                  | Jean-Luc Mélenchon    | Front de gauche               | FDG                 | 54          | 20,23 %     |             |             |
|                                  | Éric Zemmour          | Reconquête                    |                     | 17          | 6,37 %      |             |             |
|                                  | Valérie Pécresse      | Les Républicains              | LR                  | 12          | 4,50 %      |             |             |
|                                  | Jean Lassalle         | Résistons !                   | R                   | 23          | 8,61 %      |             |             |
|                                  | Anne Hidalgo          | Parti socialiste              | PS                  | 6           | 2,25 %      |             |             |
|                                  | Fabien Roussel        | Parti communiste français     | PC                  | 25          | 9,36 %      |             |             |
|                                  | Nicolas Dupont-Aignan | Debout la République          | DLR                 | 9           | 3,37 %      |             |             |
|                                  | Yannick Jadot         | Europe Écologie-Les Verts     | EELV                | 9           | 3,37 %      |             |             |
|                                  | Nathalie Arthaud      | Lutte Ouvrière                | LO                  | 5           | 1,87 %      |             |             |
|                                  | Philippe Poutou       | Nouveau Parti anticapitaliste | NPA                 | 5           | 1,87 %      |             |             |
|                                  |                       |                               |                     |             |             |             |             |
| Gesamt                           | Gesamt                | Gesamt                        | Gesamt              | 267         | 100 %       | 214         | 100 %       |
|                                  |                       |                               |                     |             |             |             |             |
| Gültige Stimmen                  | Gültige Stimmen       | Gültige Stimmen               | Gültige Stimmen     | 267         | 95,70 %     | 214         | 80,45 %     |
| Ungültige Stimmen                | Ungültige Stimmen     | Ungültige Stimmen             | Ungültige Stimmen   | 12          | 4,30 %      | 52          | 19,55 %     |
| Wahlbeteiligung                  | Wahlbeteiligung       | Wahlbeteiligung               | Wahlbeteiligung     | 279         | 79,71 %     | 266         | 76,00 %     |
| Enthaltungen                     | Enthaltungen          | Enthaltungen                  | Enthaltungen        | 71          | 20,29 %     | 84          | 24,00 %     |
| Registrierte Wähler              | Registrierte Wähler   | Registrierte Wähler           | Registrierte Wähler | 350         |             | 350         |             |
|                                  |                       |                               |                     |             |             |             |             |
| Quelle: Ministère de l'Intérieur |                       |                               |                     |             |             |             |             |

Die Präsidentschaftswahlen 2022 in Sarlande konnte Marine Le Pen deutlich für sich entscheiden.

## Wirtschaft

### Beschäftigung
Im Jahr 2015 betrug die erwerbsfähige Bevölkerung zwischen 15 und 64 Jahren 198 Personen bzw. 47,4 % der Gesamtbevölkerung. Im Vergleich zu 2010 ist die Zahl der Arbeitslosen von 21 auf 17 zurückgegangen, die Arbeitslosenquote liegt somit jetzt bei 8,4 %.

### Unternehmen
Am 31. Dezember 2015 waren 60 Unternehmen in Sarlande ansässig, davon 27 in Landwirtschaft, Forsten und Fischerei, 24 im Sektor Handel, Transport oder Dienstleistungen, 4 im Baugewerbe, 3 im Sektor Verwaltung, Bildung, Gesundheit oder Soziales und 2 in der Industrie.

## Sehenswürdigkeiten
- Ortskirche Saint-Léger aus dem 12. Jahrhundert, seit 1949 Monument historique

## Photogalerie

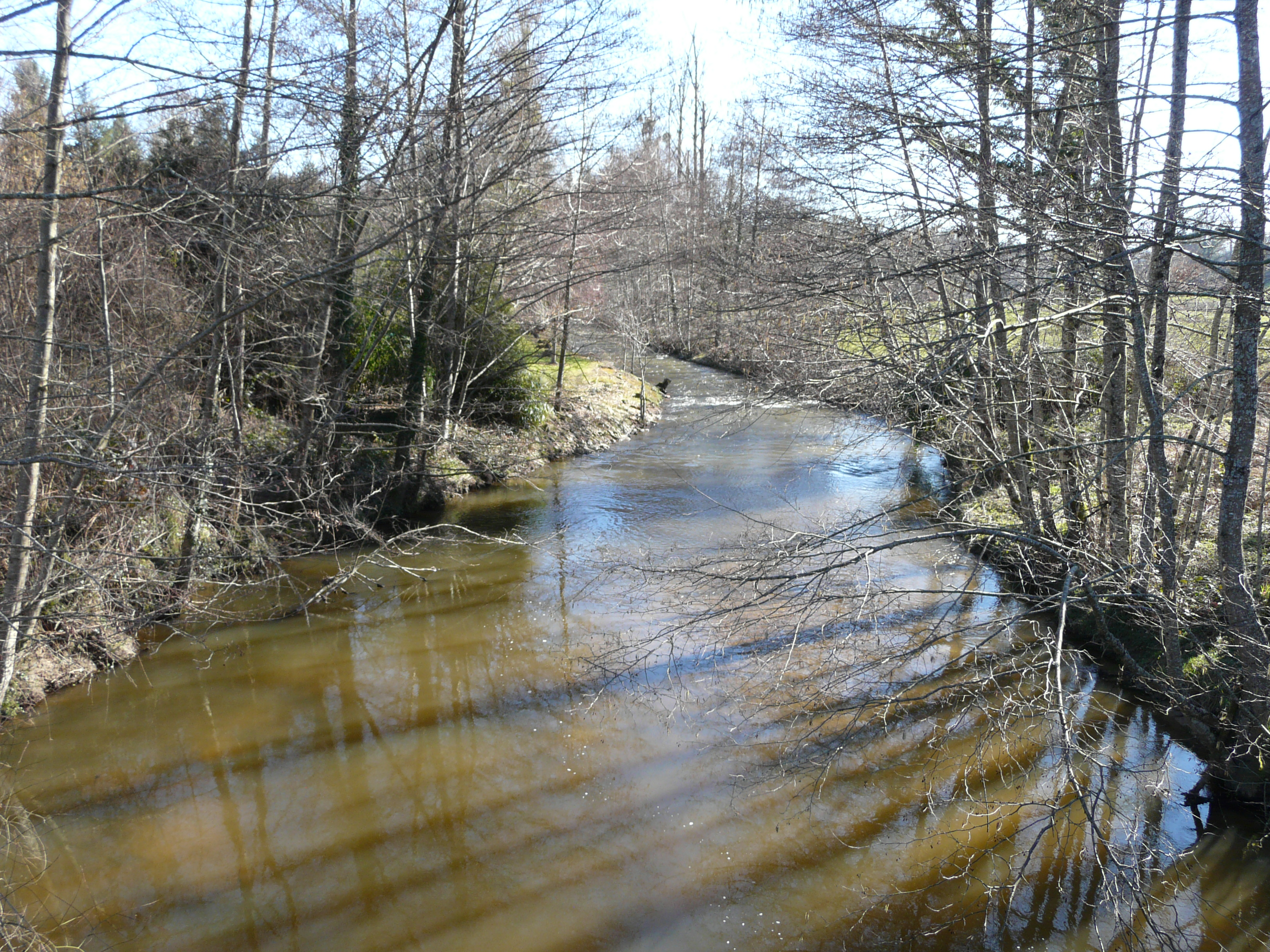
Die Loue bei Le Moulin du Pont
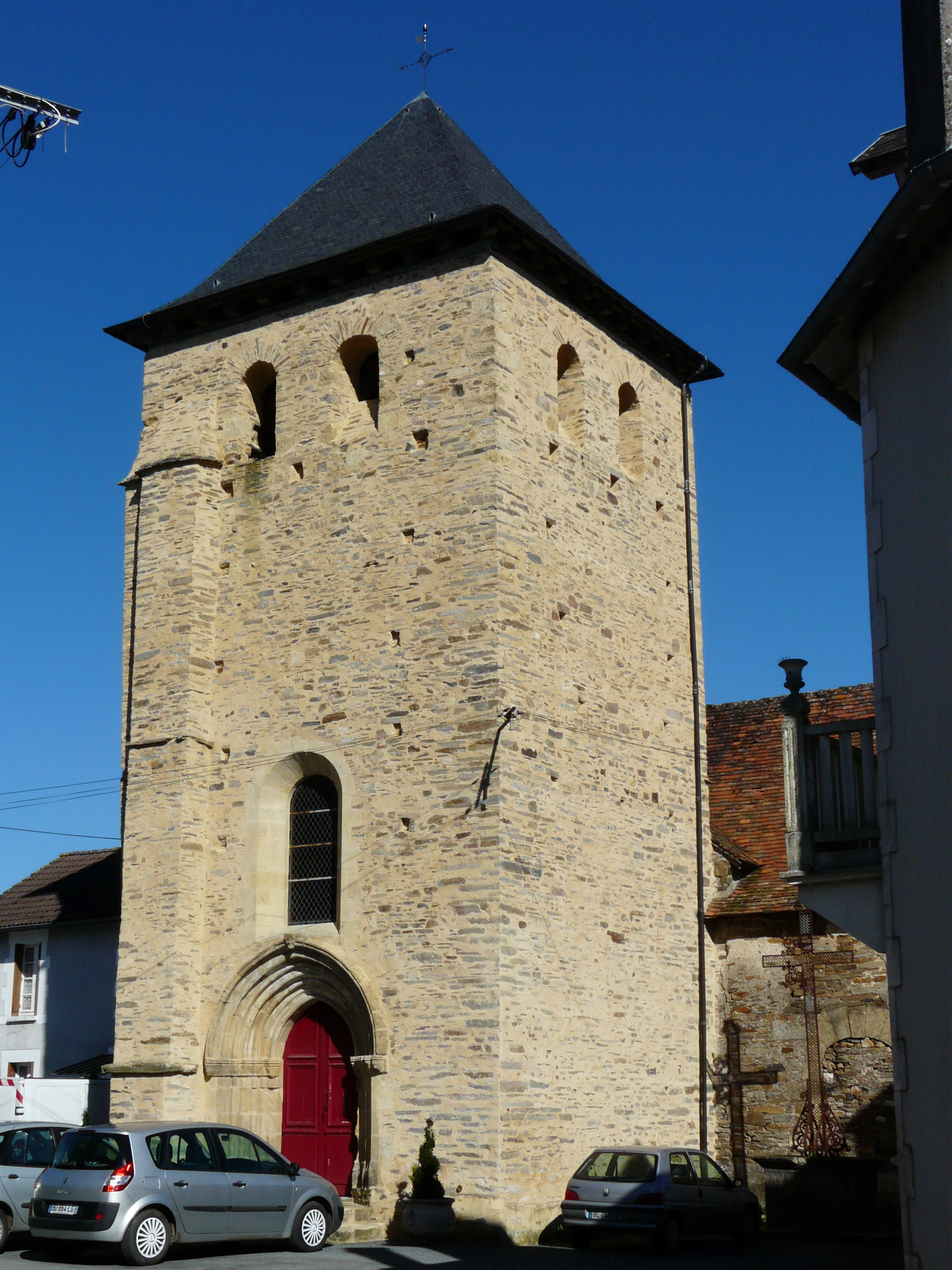
Ortskirche Saint-Léger
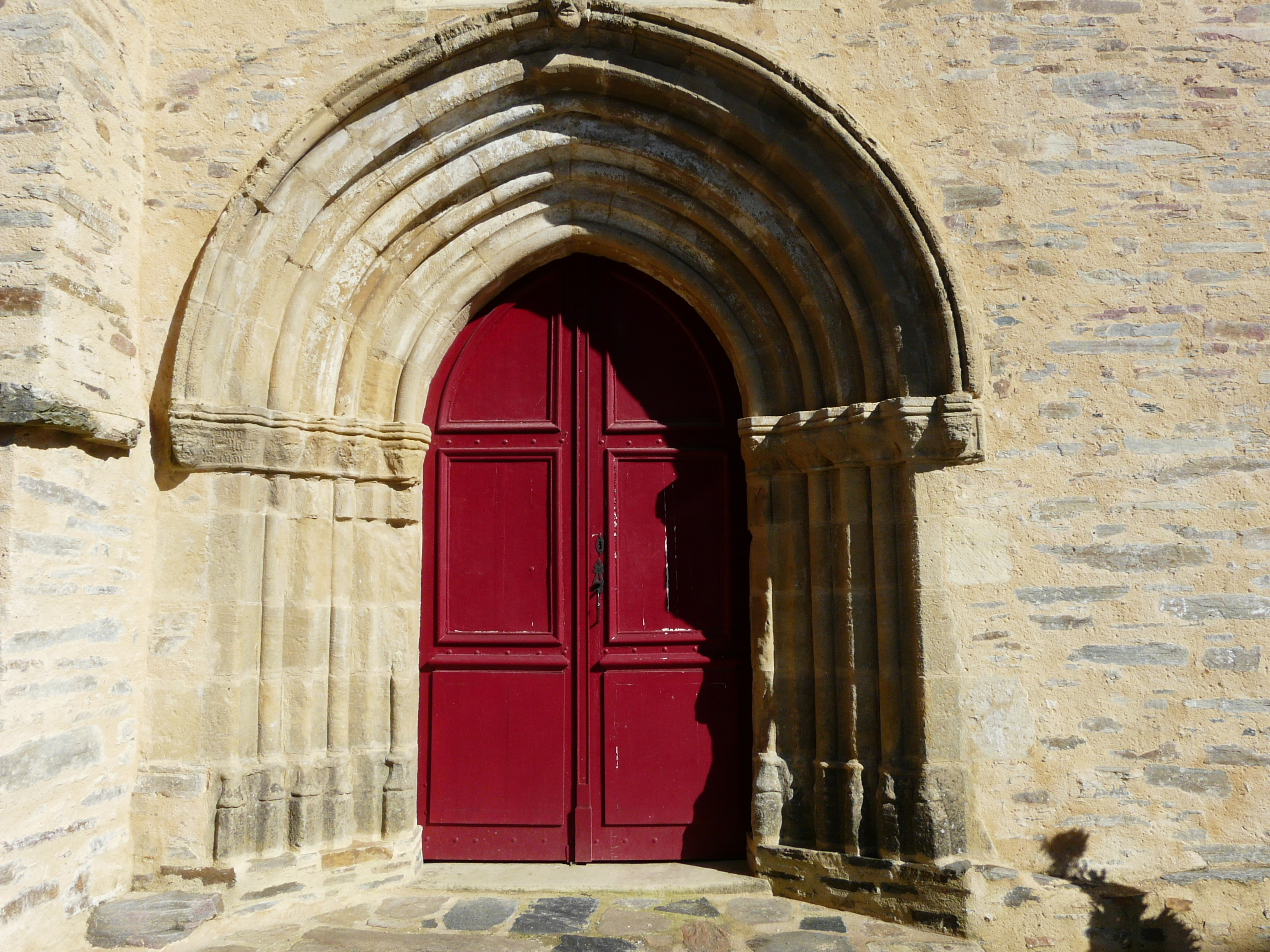
Eingangsportal von Saint-Léger
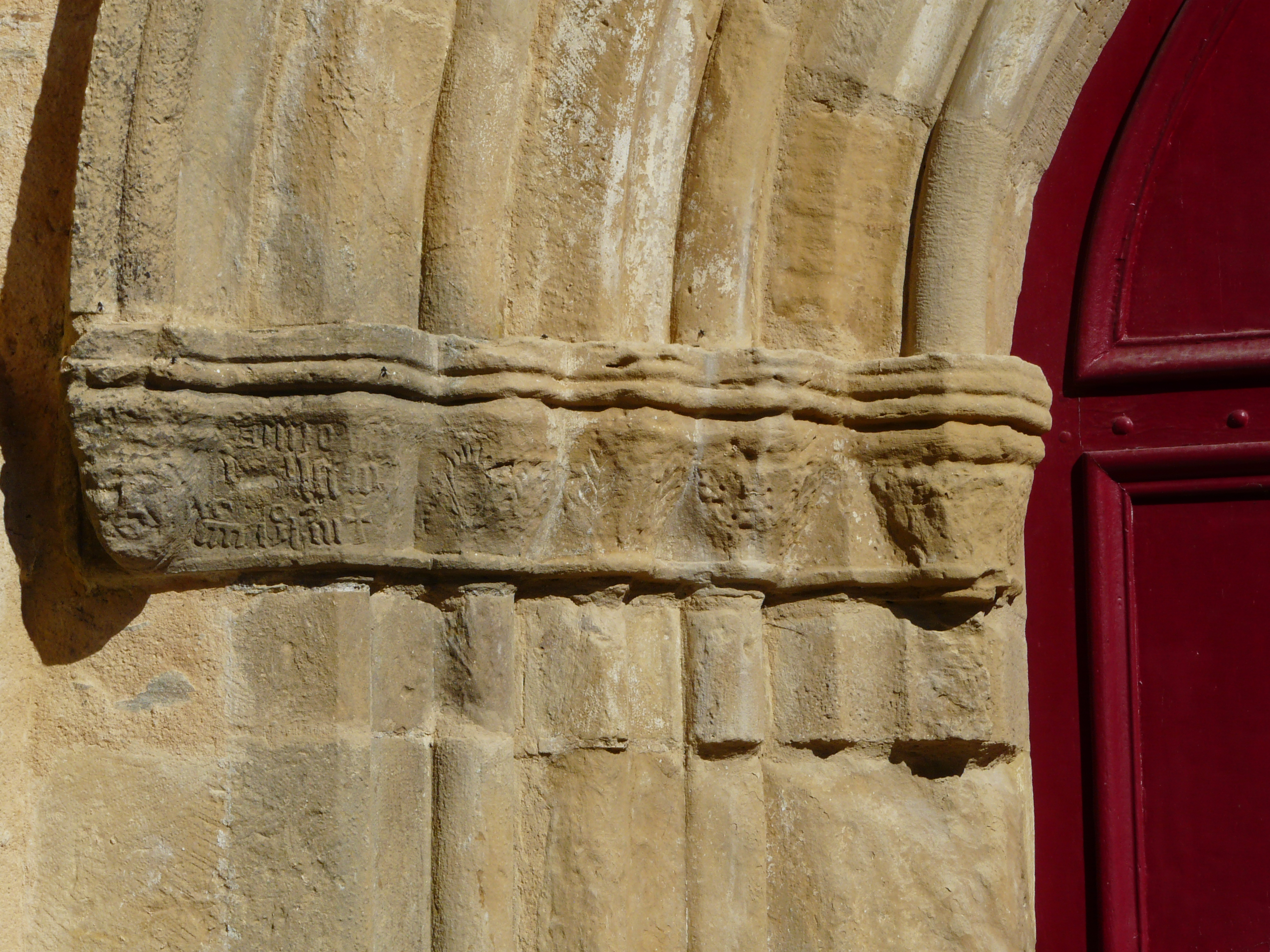
Kapitelle am Eingangsportal von Saint-Léger
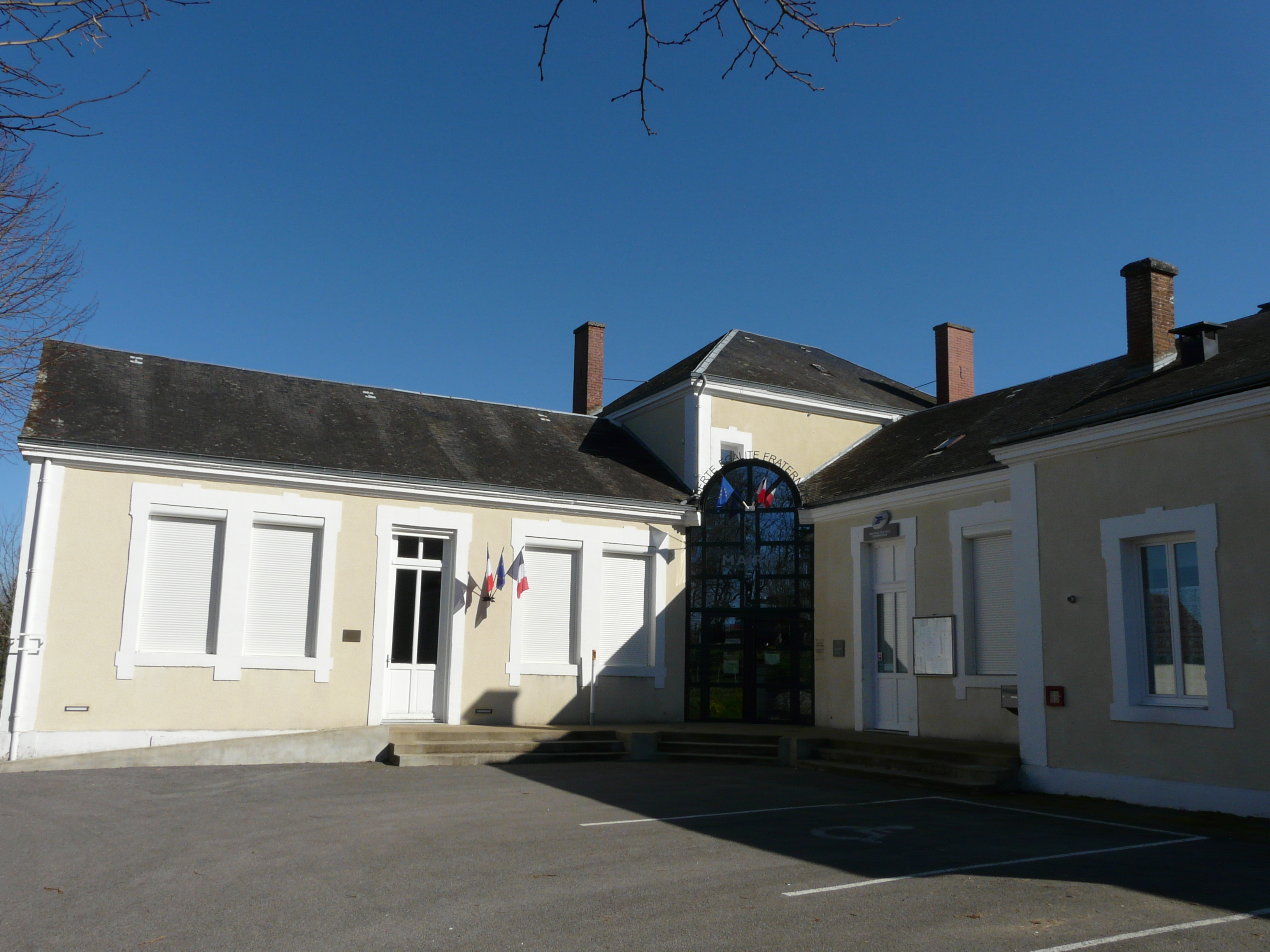
Rathaus (Mairie) von Sarlande
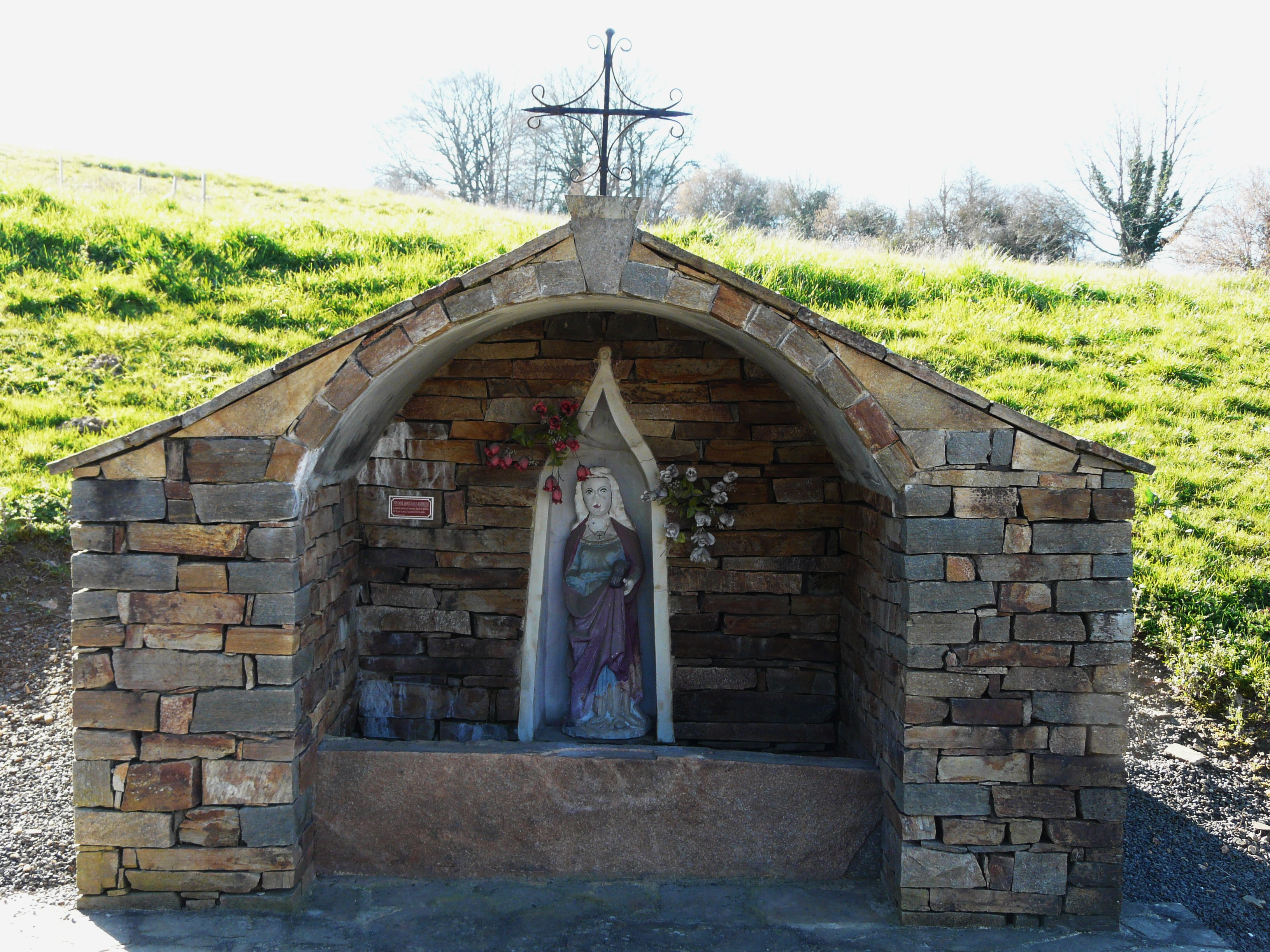
Die Quelle Sainte-Marie-Madeleine
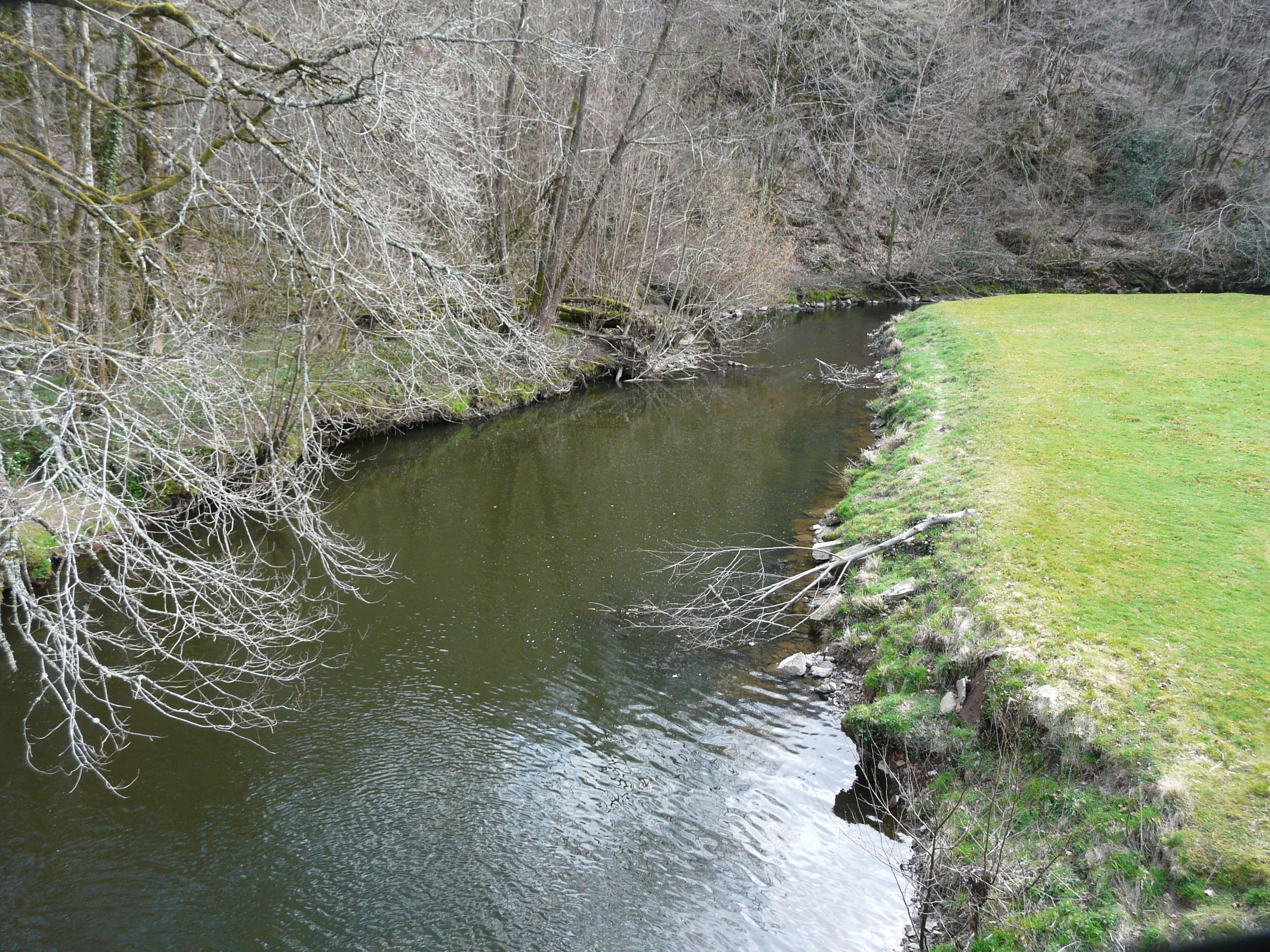
Die Loue an der Mühle von Beausoleil